# Föräldrafällan (1961)
Föräldrafällan (originaltitel: The Parent Trap) är en amerikansk långfilm från 1961, producerad av Walt Disney och baserad på romanen Dubbel-Lotta av Erich Kästner. En nyinspelning gjordes 1998. Filmen hade amerikansk premiär den 12 juni 1961 och svensk premiär den 1 oktober 1962. Skådespelerskan Hayley Mills spelar båda tvillingarna.

## Handling
Ett dittills åtskilt tvillingpar, som vuxit upp med sin far respektive mor, har av en slump hamnat på samma sommarläger. När sanningen kommer fram, beslutar de sig för att spela sina föräldrar ett spratt och åker efter lägret hem till den förälder de dittills aldrig träffat. Därefter görs intensiva försök att få föräldrarna att flytta ihop igen.

## Rollista (urval)
- Hayley Mills - Susan Evers / Sharon McKendrick
- Maureen O'Hara - Margaret "Maggie" McKendrick
- Brian Keith - Mitch Evers